# Pornchai Kasikonudompaisan
Pornchai Kasikonudompaisan (thailändisch พรชัย กสิกรอุดมไพศาล, * 29. Februar 1992) ist ein ehemaliger thailändischer Fußballspieler.

## Karriere
Pornchai Kasikonudompaisan stand von 2014 bis 2016 bei Bangkok Glass unter Vertrag. Wo er vorher gespielt hat, ist unbekannt. Der Verein spielte in der ersten Liga, der Thai Premier League. 2014 gewann er mit Bangkok Glass den FA Cup. Im Endspiel besiegte man den Chonburi FC mit 1:0. Für Bangkok Glass absolvierte er vier Erstligaspiele. 2016 wechselte er zum Chiangmai FC. Der Verein aus Chiangmai spielte in der zweiten Liga, der Thai Premier League Division 1. 2017 verpflichtete ihn der Khon Kaen FC. Mit dem Verein aus Khon Kaen spielte er in der dritten Liga, der Thai  League 3. Hier trat man in der Upper Region an. Ende 2017 wurde er mit Khon Kaen Meister der Region und stieg in die zweite Liga auf. Nach dem Aufstieg verließ er Khon Kaen und ging nach Sisaket, wo er sich dem Erstligaabsteiger Sisaket FC anschloss. Hier stand er bis Ende 2018 unter Vertrag.
Am 1. Januar 2019 beendete Pornchai Kasikonudompaisan seine Karriere als Fußballspieler.

## Erfolge
Bangkok Glass
- FA Cup: 2014